# Новомиргородська волость
Новоми́ргородська во́лость — адміністративно-територіальна одиниця Єлисаветградського повіту Херсонської губернії.

## Історія
У 1886 році Новомиргородська волость складалась з трьох поселень — слободи Новомиргород та сіл Мартоноша і Коробчине, відповідно трьох сільських громад та 1896 дворових господарств. Населення становило 9 324 осіб (4501 чоловіків та 4823 жінок).
Розміщення населених пунктів у волості було непродуманим (особливо це стосувалось села Мартоноші, що було відділене від Новомиргорода Кам'янською волостю).
Станом на 1896 рік в Новомиргородській волості налічувалось вже 21 поселення та 2105 дворів. Населення волості становило 12 426 чоловік.
Православні храми на території волості існували в Новомиргородській слободі і в селах Виноградівка (нині в межах Новомиргорода), Коробчине та Троянове.

## Землі волості
|                     | Площа, десятин | У тому числі орної, дес. |
| ------------------- | -------------- | ------------------------ |
| Сільських громад    | 18469          | 17396                    |
| Приватної власності | 73             | 15                       |
| Казенної власності  | 1078           | 315                      |
| Іншої власності     | 266            | 140                      |
| Загалом             | 19886          | 17866                    |

## Поселення волості
Населені пункти Новомиргородської волості (станом на 1896 рік) та їх власники:
- село Андріївка
- Андріївська економія (Вревської)
- хутір Бирзулове
- село Виноградівка
- село Висянка (Вісянка, Грабцька)
- хутір Дудицького (Василівка, Чорного)
- хутір Євдокимівка
- хутір Кандзеби
- село Карлівка (Лікарева)
- Карлівська економія (Медем, Лікарева)
- село Катеринівка (Шмидова)
- Катеринівська економія (Шмидова, Новицького)
- хутір Костянтинівка
- село Коробчине
- хутір Настасівка (Анастасівка, Нікітіна)
- слобода Новомиргород
- хутір Новоселівка (Брантова, Валуєвка)
- хутір Степанова
- хутір Токарєва (Донченка)
- село Троянове
- Троянівська економія (Гохмана)